# Conopsis amphisticha
Conopsis amphisticha är en ormart som beskrevs av Smith och Laufe 1945. Conopsis amphisticha ingår i släktet Conopsis och familjen snokar. IUCN kategoriserar arten globalt som nära hotad. Inga underarter finns listade i Catalogue of Life.
Arten förekommer i en mindre region i södra Mexiko. Den vistas i bergstrakter mellan 1700 och 3080 meter över havet. Ormen hittas i blandskogar och i molnskogar. Den lever delvis underjordisk.